# کیپنهایم
کیپنهایم (به آلمانی: Kippenheim) یک شهر در آلمان است که در ارتناوکرایس واقع شده‌است. کیپنهایم ۵٬۰۹۰ نفر جمعیت دارد.